# Tipula exusta
Tipula exusta är en tvåvingeart som beskrevs av Alexander 1931. Tipula exusta ingår i släktet Tipula och familjen storharkrankar. Inga underarter finns listade i Catalogue of Life.